# Antic Salon Novedades
L'Antic Salon Novedades és una obra de Mataró (Maresme) protegida com a bé cultural d'interès local.

## Descripció
Casal de planta baixa i dues plantes pis. En la composició de la façana destaca la horitzontalitat assenyalada per petites cornises neoclàssiques que fixen els arcs de mig punt de les obertures. Al primer pis hi ha un llarg balcó longitudinal que es correspon amb la sala d'actes.

## Història
Es tracta de l'antic "Salón Novedades" que va construir Bonaventura Astor, tractant de pells. A la planta baixa hi havia un cafè i al primer pis una sala on s'hi realitzaven activitats diverses: ball, teatre i cinema.